# 埃及学

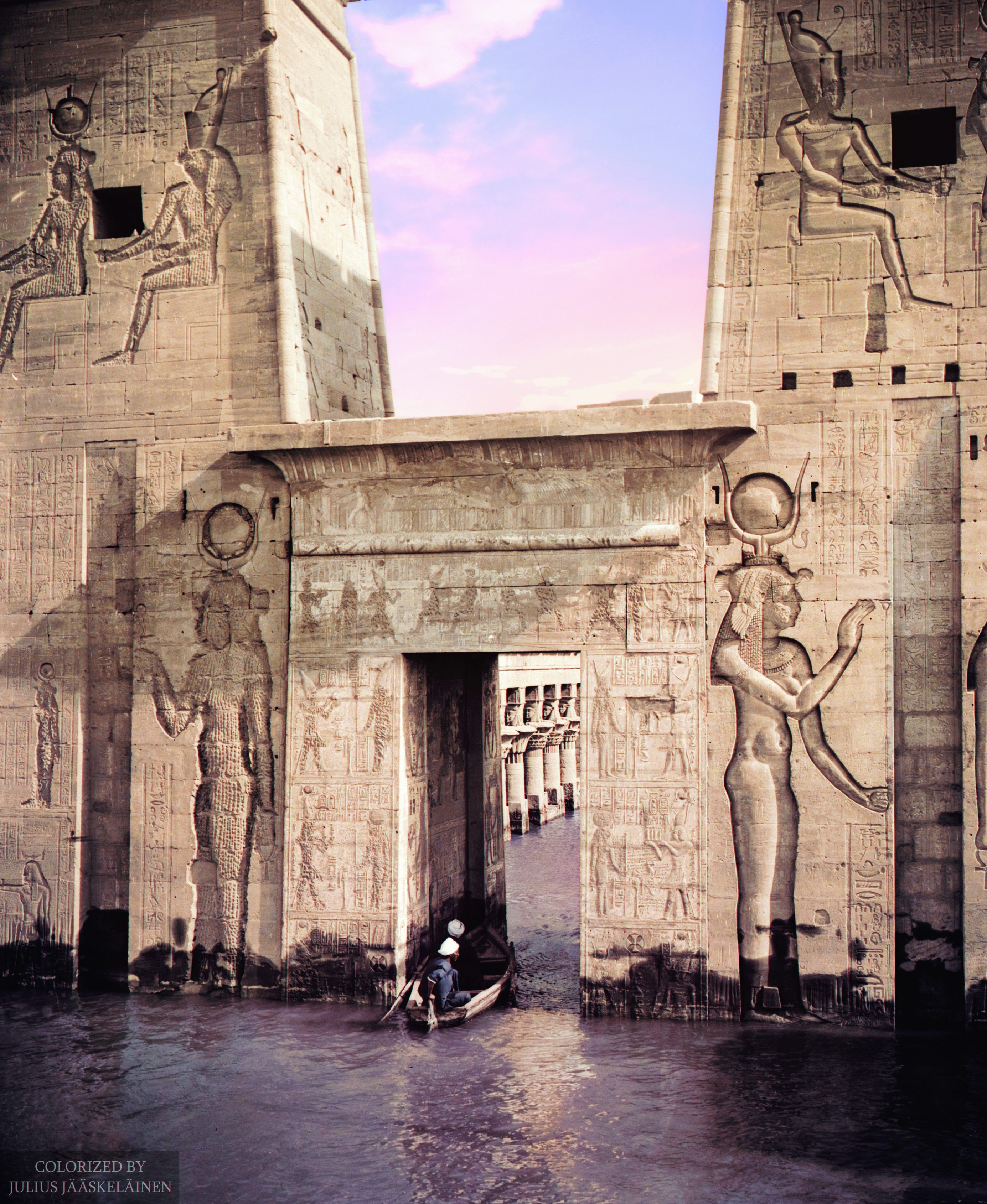
1902年，英國考古學家划船進入菲萊神廟建築群

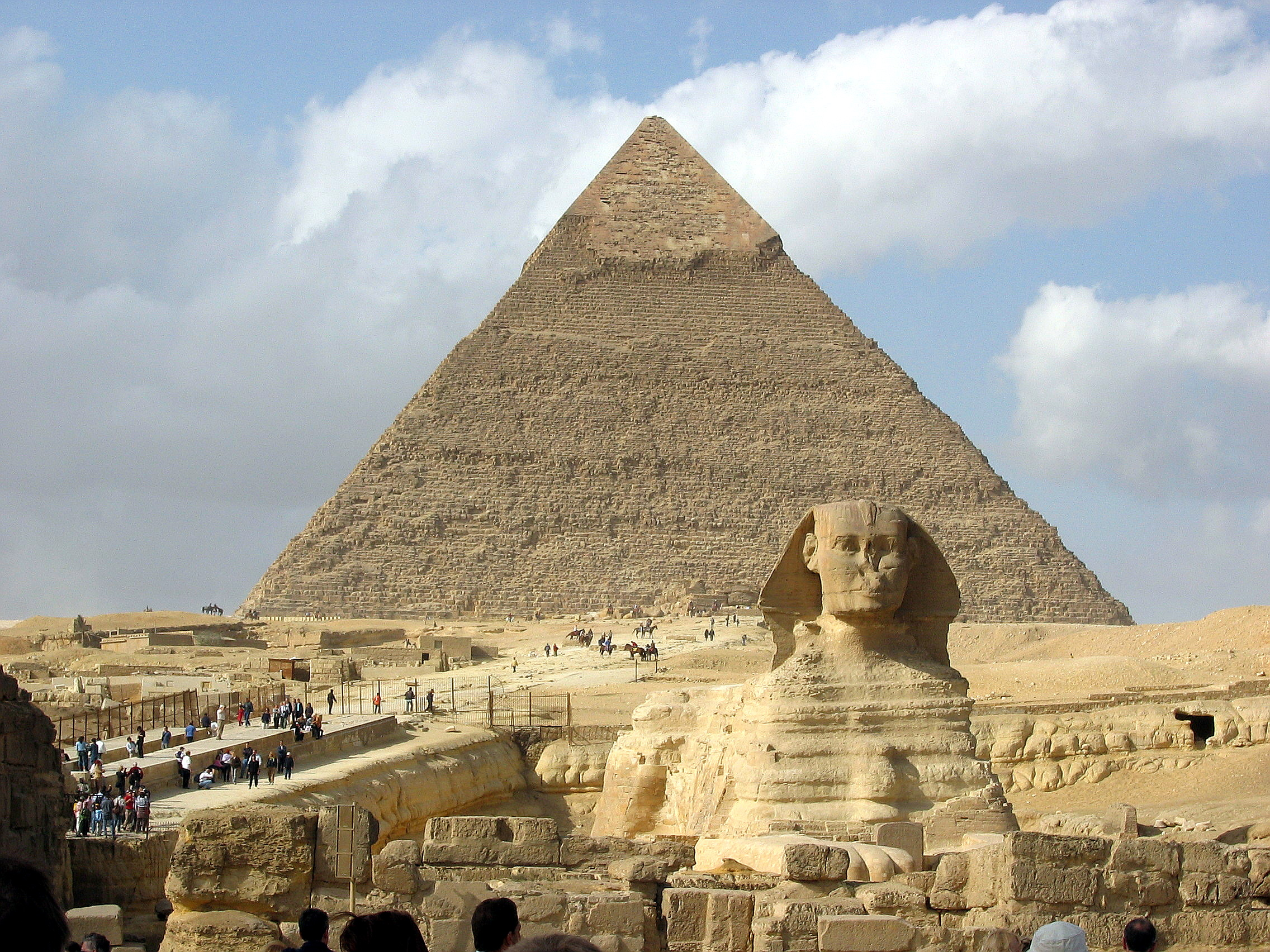
卡夫拉金字塔与狮身人面像

埃及学是研究古埃及文化（日常生活、语言、文学、历史、宗教、文化和艺术、经济、法律、道德和精神文明）的学科。其研究内容从史前（前5千年）开始直到罗马帝国统治结束（7世纪）。

## 历史

### 开始
欧洲最早重新开始研究古埃及文化和语言是在文艺复兴时期。阿塔纳斯·珂雪研究过古埃及遗留下来的石碑。拿破仑·波拿巴在他的埃及战争时命令手下的学者复制碑文和图案。
19世纪里欧洲高层阶级对古埃及尤其感兴趣，推动了埃及学的发展。当时许多有钱人赞助发掘或者甚至亲自赴埃及发掘，许多人至少赴埃及旅游，然后带纪念品回到欧洲。许多人还携带木乃伊回到欧洲。在英国在社交活动中打开木乃伊的缠布往往是活动的高潮。许多非常著名的发现（比如图坦卡蒙的墓的发现）是通过这样的赞助获得的。
但是大多数这些发掘过程都非常不专业，而当时进行专业发掘的人却很少，当时也没有专门的发掘的培训和教育，大多数进行发掘的人往往是业余爱好者。少数例外包括弗林德斯·皮特里，他不但发掘了多座神庙，而且还详细地记录了他不认识的圣书体。此外他还在1898年使用当时刚刚被发现的X射线来研究木乃伊。通过这些研究他奠定了一个新的学科的基础：考古病理学，對于現代傳染病研究提供了大量資料。此外他还在实践中培训出了一些知名的考古学家如霍华德·卡特。
圣书体翻译的成功对于埃及学来说是一个突破。学者终于找到了一个理解埃及文化的钥匙。

### 现代
1822年商博良通过研究羅塞塔石碑破译了圣书体，这被看作是埃及学诞生的标志。只有通过研究古埃及的文字和语言才能够真正理解其文化。

## 研究内容
对埃及学家来说最重要的文字和语言除圣书体外还有僧侣体、通俗体和科普特语。僧侣体和通俗体既是语言也是文字系统，圣书体是文字系统。在埃及学家中懂科普特语的人比较少，因此最近对它的教育非常重视。由于许多文物在法国，许多研究结果是用法语发表的，因此法语和意大利语也很有帮助。
大多数文字是宗教文字，但是在中王国时期也有许多文学故事遗留下来。
与埃及学相关的学科有欧洲古代历史、近东考古学、圣经考古学、经典考古学等等。有时基督教神学也与埃及学相关。